# Respuesta biológica
Una respuesta biológica es la forma en que reacciona una célula u organismo ante un estímulo.

## Respuesta de un organismo
Los organismos son seres vivos con más de una célula, que poseen células adaptadas para detectar cierto tipo de estímulos y el conjunto de ellas responden de forma coordinada frente a un estímulo.

## Respuesta de una célula
Dependiendo del tipo de estímulo que recibe una célula puede reaccionar de diversas formas. La respuesta puede ser tal que la reacción de la célula es un movimiento, o bien la respuesta esta tal que la célula no se mueve.
Las respuestas con movimiento se pueden producir a causa de un estímulo térmico, químico, eléctrico, luminoso, mecánico, o producto de la acción de presión osmótica. Los movimientos celulares se pueden producir al variar la intensidad del estímulo. Distintos tipos de células poseen distintos elementos o mecanismos para producir movimiento, como los cilios, flagelos, la contracción o la emisión de seudópodos.
Los cilios son gran cantidad de pelillos cortos, que se mueven en forma sincronizada. Los flagelos son ciertos pelillos más largos, entre uno y dos por célula, que miden desde pocos micrones hasta 2 mm en el caso de espermatozoides de algunos insectos, que con un movimiento giratorio les permite desplazarse. Los seudópodos son extensiones citoplasmáticas que permiten a las células desplazarse. 
Por otra parte ejemplos de respuestas sin movimiento son el caso de ciertas células que reaccionan secretando diversas sustancias, otras producen alguna enzima, o inician una expresión génica.